# Dinborg
Dinborg war ein argentinischer Hersteller von Automobilen.

## Unternehmensgeschichte
Das staatliche Unternehmen DINFIA, das den Graciela herstellte, und Borgward gründeten am 1. Dezember 1958 das gemeinsame Unternehmen in Córdoba. 1960 begann die Produktion von Automobilen. Der Markenname lautet Borgward. Der Untergang von Borgward führte zum Ende der Produktion, die je nach Quelle bis 1961, 1963 oder 1965 lief. Insgesamt entstanden laut einer Quelle 2295 Fahrzeuge.

## Fahrzeuge
Dinborg fertigte die Fahrgestelle und Karosserien und bezog Motoren, Getriebe und Fahrwerksteile aus Deutschland.
Das einzige Pkw-Modell war der Borgward Isabella als zweitürige Limousine. Ein wassergekühlter Vierzylindermotor mit 75 mm Bohrung, 84,5 mm Hub, 1493 cm³ Hubraum und 60 PS Leistung trieb die Fahrzeuge an. Eine andere Quelle nennt 64 PS. Die Fahrzeuge mit 260 cm Radstand waren 440 cm lang, 176 cm breit und 150 cm hoch. Hiervon entstanden 999 Fahrzeuge oder 3000 Fahrzeuge.
Daneben gab es den Kleintransporter Borgward B 611. Er hatte einen wassergekühlten Vierzylinder-Dieselmotor mit 78 mm Bohrung, 92 mm Hub, 1758 cm³ Hubraum und 42 PS. Die Fahrzeuge waren bei einem Radstand von 260 cm 520 cm lang, 210 cm breit und 218 cm hoch. Zwischen 1960 und 1962 entstanden 1296 Fahrzeuge.